# Unidade de tradução
No campo da tradução, uma unidade de tradução é um segmento textual que o tradutor trata como uma unidade cognitiva isolada com o objectivo de estabelecer uma equivalência . A unidade de tradução pode ser uma única palavra, uma oração ou expressão, uma ou mais frases, ou mesmo uma unidade maior.